# Bank van het Zuiden

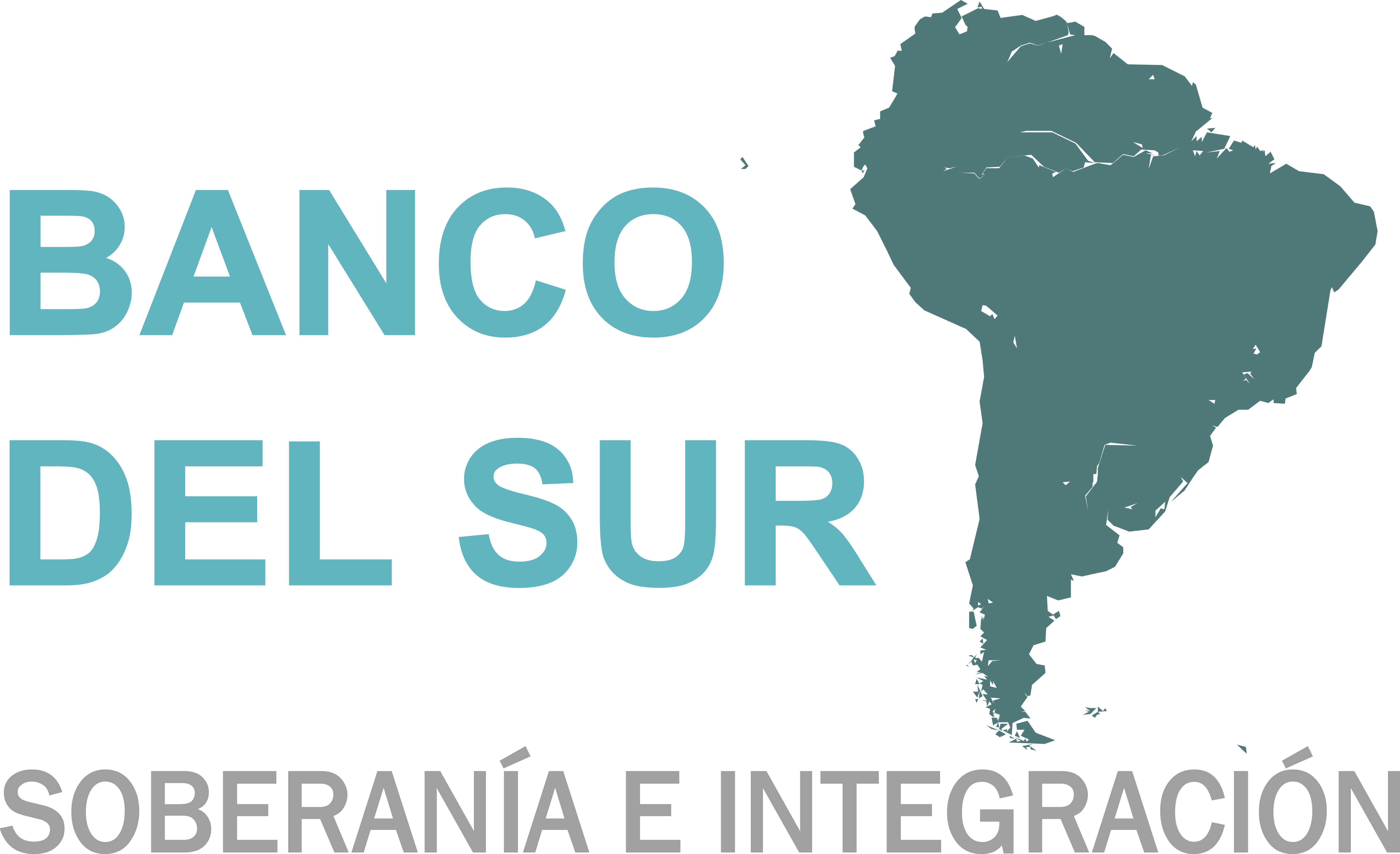
Bank van het Zuiden

De Bank van het Zuiden (Portugees: Banco do Sul, Spaans: Banco del Sur) is een Zuid-Amerikaanse ontwikkelingsbank en kredietfonds. De voornaamste doelstelling van de bank is het uitschrijven van leningen voor de uitbouw van een goede, pan-continentale infrastructuur en de ondersteuning van sociale programma's. Deelnemende landen zijn Venezuela, Argentinië, Brazilië, Bolivia, Ecuador, Paraguay en Uruguay. De hoofdzetel van de bank bevindt zich in Caracas, met afdelingen in Buenos Aires en La Paz.

## Oprichting

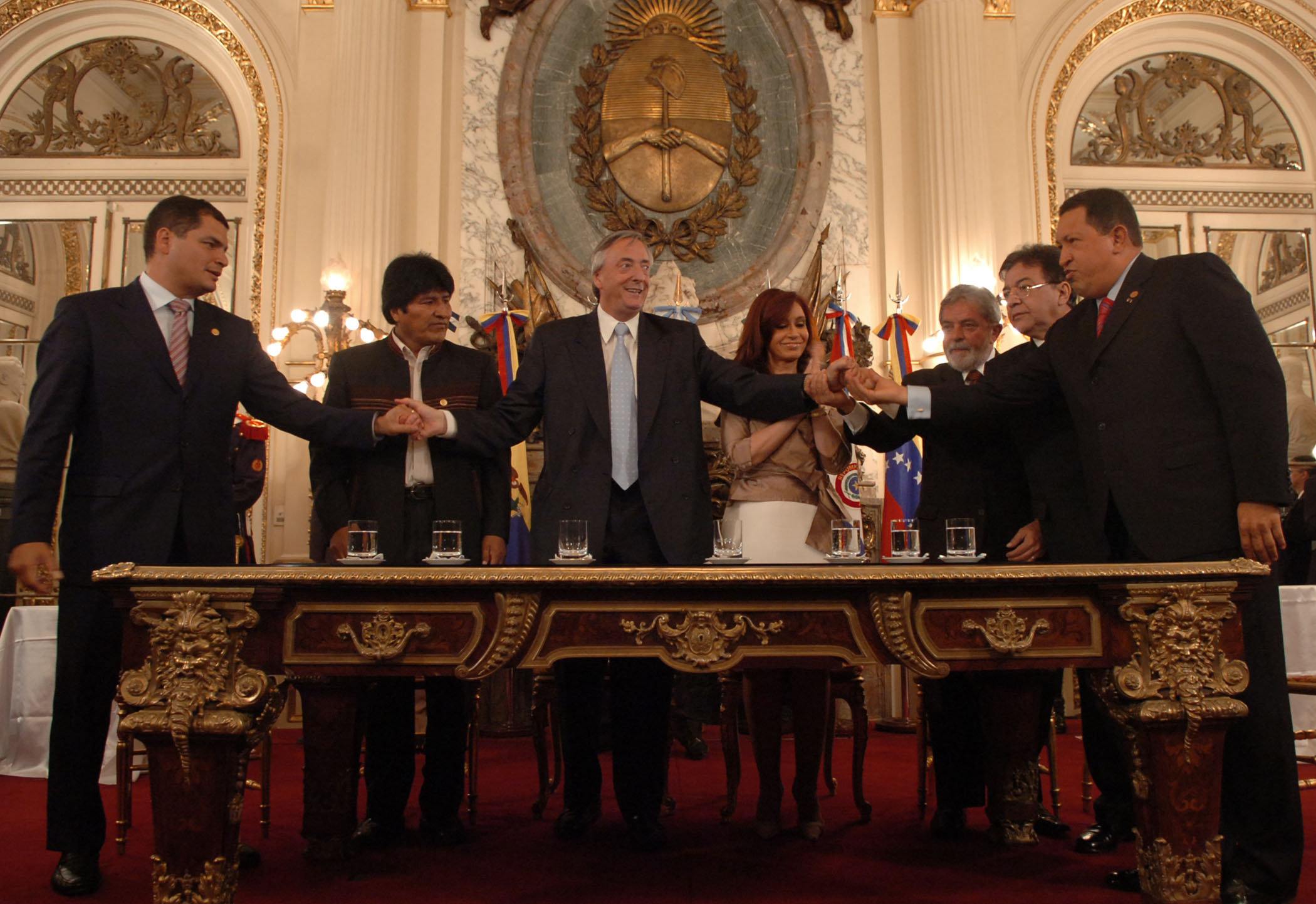
Rafael Correa, Evo Morales, Néstor Kirchner, Cristina Fernández, Luiz Inácio Lula da Silva, Nicanor Duarte en Hugo Chávez bij de oprichting van de Bank van het Zuiden

De nood aan de oprichting van een alternatief voor de multilaterale financiële instellingen als de Wereldbank en het Internationaal Monetair Fonds (IMF) werd in 2004 voor de eerste maal opgeworpen door de Venezolaanse president Hugo Chávez. Op 22 februari 2007 trad zijn Argentijnse ambtsgenoot Néstor Kirchner hem hierin bij. In de daaropvolgende maanden sloten ook Ecuador, Paraguay, Bolivia, Brazilië en Uruguay zich bij het initiatief aan. Op een top in Rio de Janeiro, op 9 oktober 2007, kwamen de zeven landen samen om de oprichting voor te bereiden. Er werd aangekondigd dat de bank haar hoofdkwartier zou krijgen in Caracas, de hoofdstad van Venezuela, en van start zou gaan op 3 november 2007. Dit werd later uitgesteld tot 5 december, en vervolgens tot 9 december 2007, de dag van de officiële oprichting. De oprichtingsakte werd die dag in Buenos Aires ondertekend door de presidenten Néstor Kirchner van Argentinië, Evo Morales van Bolivia, Luiz Inácio Lula da Silva van Brazilië, Rafael Correa van Ecuador, Nicanor Duarte van Paraguay en Hugo Chávez van Venezuela. De president van Uruguay, Tabaré Vázquez, ondertekende het verdrag op 10 december, bij de oprichtingsceremonie.

## Doelstellingen
De Bank van het Zuiden treedt op als ontwikkelingsbank ter financiering van grootschalige infrastructuurprojecten en ter ondersteuning van publieke en private ondernemingen in de deelnemende landen. Een van de eerste wapenfeiten zou de aanleg zijn van een 8000 km lange gaspijpleiding van Venezuela naar Argentinië, door Bolivia en Brazilië heen.
Daarnaast wil ze financiële maatregelen nemen om de economische integratie in de Unie van Zuid-Amerikaanse Naties (UZAN) te versterken, evenals een eventuele invoering van een Zuid-Amerikaanse gemeenschappelijke munt voor te bereiden. Verder wil de Bank van het Zuiden sociale projecten ondersteunen en noodfondsen aanleggen voor natuurrampen.
Elk land heeft gelijk stemrecht, ongeacht de omvang van hun bijdragen. Dit is in tegenstelling tot het Internationaal Monetair Fonds (IMF), waar de rijke westerse landen van Noord-Amerika en de Europese Unie de belangrijkste beslissingen nemen. Het IMF wordt alom bekritiseerd in Zuid-Amerika voor de neoliberale voorwaarden die het koppelde aan de toekenning van leningen. Dit heeft volgens Néstor Kirchner in Argentinië geleid tot een diepe crisis in 2002, die uitmondde in een sterke devaluatie van de munt en het financiële stelsel bijna tot instorten bracht.

## Omkadering
De Bank van het Zuiden wordt door de landen in de regio beschouwd als een belangrijke stap richting financiële autonomie van Zuid-Amerika, ontvoogding van westerse bancaire instellingen en Zuid-Amerikaanse integratie en ontwikkeling. De deuren van de Bank staan dan ook open voor alle 12 lidstaten van de Unie van Zuid-Amerikaanse Naties (UZAN), waaronder Suriname.
Het oprichtingsverdrag luidt als volgt:

De Zuid-Amerikaanse integratie moet voor de volkeren van de regio een ruimte creëren, gewijd aan de bevordering van economische en sociale ontwikkeling, de terugdringing van ongelijkheden, armoede en sociale uitsluiting, alsook de afstemming op en complementariteit van de processen van economische integratie.

## Kritiek
Diverse waarnemers zien in de oprichting van de Bank van het Zuiden een poging van Hugo Chávez om zijn invloed in andere Latijns-Amerikaanse landen te vergroten. In kleinere landen als Nicaragua of Ecuador, waar de inmenging van Venezuela reeds present is, zou de Bank een hefboom kunnen betekenen voor de uitgesproken links-economische ideeën van Chávez. Door het geringe startkapitaal van $7 miljard zou de impact op grote landen als Brazilië dan weer uiterst beperkt zijn. Het feit dat Brazilië —dat goede relaties onderhoudt met de Verenigde Staten— ook deelneemt aan het project, en het feit dat ieder land een gelijk gewicht zou krijgen in het bestuur, biedt volgens waarnemers een tegenwicht aan een te eenzijdige Venezolaanse controle. Jaarlijks sturen Zuid-Amerikaanse gastarbeiders alleen al $60 miljard vanuit de Verenigde Staten terug naar hun thuislanden. Critici vrezen dus dat voor de financiering van grote projecten men toch nog een beroep zal moeten doen op de Wereldbank of het IMF.
 Bolivia ·  Guyana ·  Suriname ·  Venezuela
Verklaring van Cusco · Oprichtingsverdrag · Bank van het Zuiden